# Estación de Campdevanol
Campdevanol (oficialmente y en catalán Campdevànol) es un apeadero ferroviario de la línea R3 de Rodalies de Catalunya con trenes operados por Renfe de Media Distancia. Está situada en el municipio homónimo. Forma parte de la línea Ripoll-Puigcerdá. A pesar de formar parte de la red de cercanías, no tiene tarifación como tal. En 2021 fue utilizada por 13 233 usuarios, correspondientes a los servicios de cercanías. Esto supone un incremento de 2 752 usuarios sobre el año anterior y en términos relativos un incremento del 26,26%.

## Situación ferroviaria
La estación se encuentra en el punto kilométrico 4,4 de la línea férrea Ripoll-Puigcerdá, entre las estaciones de Ripoll y Aguas de Ribas, a 733,22 metros de altitud.
El tramo es de vía única en ancho ibérico (1668 mm), con tensión eléctrica de 3 kV y alimentación por catenaria.

## Historia
Esta estación del Ferrocarril Transpirenaico, tal como se conocía la línea de Ripoll a Puigcerdá, fue abierta al tráfico el 10 de agosto de 1919 con la puesta en marcha del tramo de 10,865 km entre las estaciones de Ripoll y Ribas de Freser de la línea que pretendía unir Barcelona con Latour de Carol-Enveitg desde Ripoll. La estación estaba empezada a mediados de julio de 1919, quedando terminada a mediados de septiembre de ese año. Todo lo referente al servicio de movimiento, billetes y facturación funcionó desde el jueves 7 del septiembre de 1919, fecha en la cual se determinó la inauguración oficial, que no llegaría hasta el 4 de octubre de 1922, en un acto bendecido por el obispo de la Seo de Urgel.
En un primer momento y hasta la llegada de la tracción eléctrica, la línea fue explotada mediante tracción vapor con locomotoras de la compañía Norte y por las 242 ténder fabricadas por La Maquinista Terrestre y Marítima (MTM), en Barcelona. Ante lo costoso de la explotación, el organismo estatal Explotación de Ferrocarriles por el Estado se hace cargo de la línea en 1926 con el objetivo de electrificar la línea. Las máquinas eléctricas de la serie 1000 entraron en servicio en 1929, coincidiendo con la electrificación a 1.500 voltios de la línea Ripoll-Puigcerdá, una de las primeras en electrificarse de toda la red catalana. A finales de 1929, las locomotoras de la serie 1000 se transfirieron a la Compañía de los Caminos de Hierro del Norte de España.
Mediante la Real Orden de 17 de julio de 1928 se determinó que la explotación de la línea entre Ripoll y Puigcerdá (tramo al que pertenece la estación) fuese realizada por Norte, cediendo el Estado la misma en régimen de alquiler. Norte pasó a explotar la línea a partir del 21 de junio de 1929, hasta la apertura del tramo entre Ripoll y La Tour de Carol en vía de ancho internacional, en paralelo a la ya existente en ancho ibérico.
El estallido de la Guerra Civil en 1936 dejó la estación en zona republicana. Ante la nueva situación el gobierno republicano, que ya se había incautado de las grandes compañías ferroviarias mediante un decreto de 3 de agosto de 1936, permitió que en la práctica el control recayera en comités de obreros y ferroviarios. Con la llegada de las tropas sublevadas a Cataluña en 1939, se volvió a la situación anterior.
En 1941, tras la nacionalización del ferrocarril de ancho ibérico, las instalaciones pasaron a manos de la recién creada RENFE. En 1965 se duplicó la tensión de la línea, pasando a ser de 3000Vcc. En 1984 planeó sobre la estación la amenaza de cierre, dentro del plan de cierre masivo de líneas altamente deficitarias, evitado por la presión popular y el carácter internacional de la línea. Desde el 31 de diciembre de 2004 Renfe Operadora explota la línea mientras que Adif es la titular de las instalaciones ferroviarias.

## La estación
La estación es un simple apeadero con un andén lateral, desde el que se accede a la única vía principal. En dicho andén se ubica el edificio de viajeros de tres plantas abuhardillado, que alberga una cafetería en la planta inferior. Anteriormente la estación disponía de tres vías y dos andenes, donde era posible realizar cruces de trenes. Tras la reforma de la estación y la vía, quedó rebajada a la categoría de apeadero. El andén también dispone de una marquesina habitual en las estaciones de la línea para refugiar a los viajeros.
El sistema de seguridad es de "Tren-tierra y ASFA". En cuanto a los bloqueos dispone de Bloqueo de Liberación Automática en vía Única con Control de Tráfico Centralizado (BLAU con CTC). Esta configuración se mantiene en el tramo entre las estaciones de Vich y Puigcerdá, al cual pertenece la estación. El horario de la estación es diario, de 07:15h a 21:40h.

## Servicios ferroviarios
A pesar de pertenecer la estación a la Provincia de Gerona, no comparte la denominación de Rodalies con su provincia, sino con la de Barcelona. En la práctica, la estación sólo tiene servicios regionales de Media Distancia, que se presta con material de Rodalies de Cataluña, usualmente con la serie 447 de Renfe y más raramente con trenes Civia. Algunos trenes no efectúan parada en la estación. 
Los horarios actualizados de Cercanías de Cataluña pueden descargarse en este enlace. El horario actualizado de la R3 puede consultarse en este enlace.
| << cabecera                    | < estación | línea | estación >      | cabecera >>                                 |
| ------------------------------ | ---------- | ----- | --------------- | ------------------------------------------- |
| Rodalies de Catalunya de Renfe |            |       |                 |                                             |
| Hospitalet                     | Ripoll     |       | Ribas de Freser | Ribas de Freser Puigcerdá / Latour-de-Carol |